# Beatrice Wani-Noah

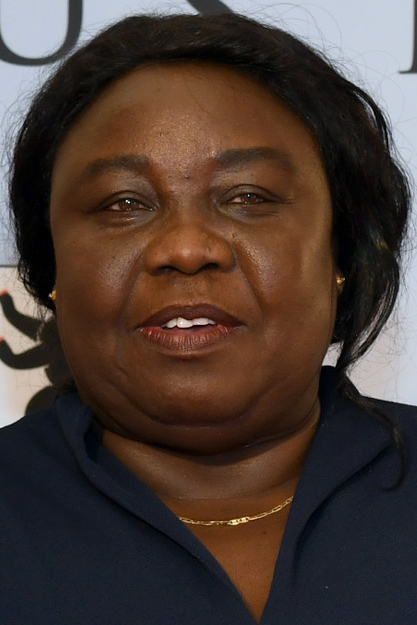
Beatrice Wani-Noah (2018)

Beatrice Khamisa Wani-Noah (* 28. Juli 1959) ist eine südsudanesische Diplomation und Politikerin. Von März 2020 bis September 2021 war sie Außenministerin ihres Landes.

## Leben

### Frühes Leben und Ausbildung
Wani-Noah wurde 1959 in Morobo County im Bundesstaat Central Equatoria geboren. Sie hat einen Master of Arts in internationalen Beziehungen von der United States International University in Nairobi und ein Postgraduierten-Diplom in Land- und Wassermanagement vom Cranfield Institute of Technology in Großbritannien.

### Karriere
Wani-Noah arbeitete von 1994 bis 2003 für die Wirtschaftskommission der Vereinten Nationen für Afrika. Seit 2006 war sie in der südsudanesischen Regierung tätig, unter anderem als Generaldirektorin für multilaterale Beziehungen im Ministerium für regionale Zusammenarbeit (2006–2010), Unterstaatssekretärin im Ministerium für Frieden und CPA-Implementierung (2010–2011) und stellvertretende Ministerin für Telekommunikation und Postdienste (2011–2013).
Wani-Noah wurde 2014 zur Botschafterin des Südsudan in der Demokratischen Republik Kongo ernannt und war ab März 2018 als Nachfolgerin von Sitona Abdalla Osman Botschafterin des Südsudan in Deutschland.
Wani-Noah wurde am 12. März 2020 von Präsident Salva Kiir Mayardit in seiner neuen Einheitsregierung zur Außenministerin ernannt und löste damit Awut Deng Acuil ab. An der offiziellen Vereidigungszeremonie am 16. März konnte sie nicht teilnehmen, da sie sich in Selbstisolation befand, nachdem sie aus einem Land mit einem bestätigten Fall der COVID-19-Infektion nach Juba zurückgekehrt war. Im September 2021 wurde sie von Präsident Kiir entlassen und Mayiik Ayii Deng zu ihrem Nachfolger bestimmt.

## Persönliches
Wani-Noah ist verheiratet und hat zwei Töchter.